# 第67独立機械化旅団 (ウクライナ陸軍)
第67独立機械化旅団（だい67どくりつきかいかりょだん、ウクライナ語: 67-ма окрема механізована бригада）は、ウクライナ陸軍の旅団。第9軍団隷下。
ドンバス戦争の影響に伴い創設された多くの義勇軍が正式にウクライナ軍に統合される中、永らくウクライナ政府からは独立した組織として存続していた。

## 概要

### ドンバス戦争

ウクライナ義勇軍団章

2014年7月15日、ドンバス戦争の影響に伴い、右派セクターの義勇軍ウクライナ義勇軍団として創設された。
2014年7月からドンバス戦争に投入され、東部ドネツィク州に配備された。
2015年12月、創設者のドミトリー・ヤロシが右派セクターから脱退し、第5大隊、第8大隊を基幹にウクライナ義勇軍が創設された。

### ロシアのウクライナ侵攻
2022年2月24日、ロシアのウクライナ侵攻でウクライナ各地の主要都市に配備された。

#### 東部・アウディーイウカ戦線

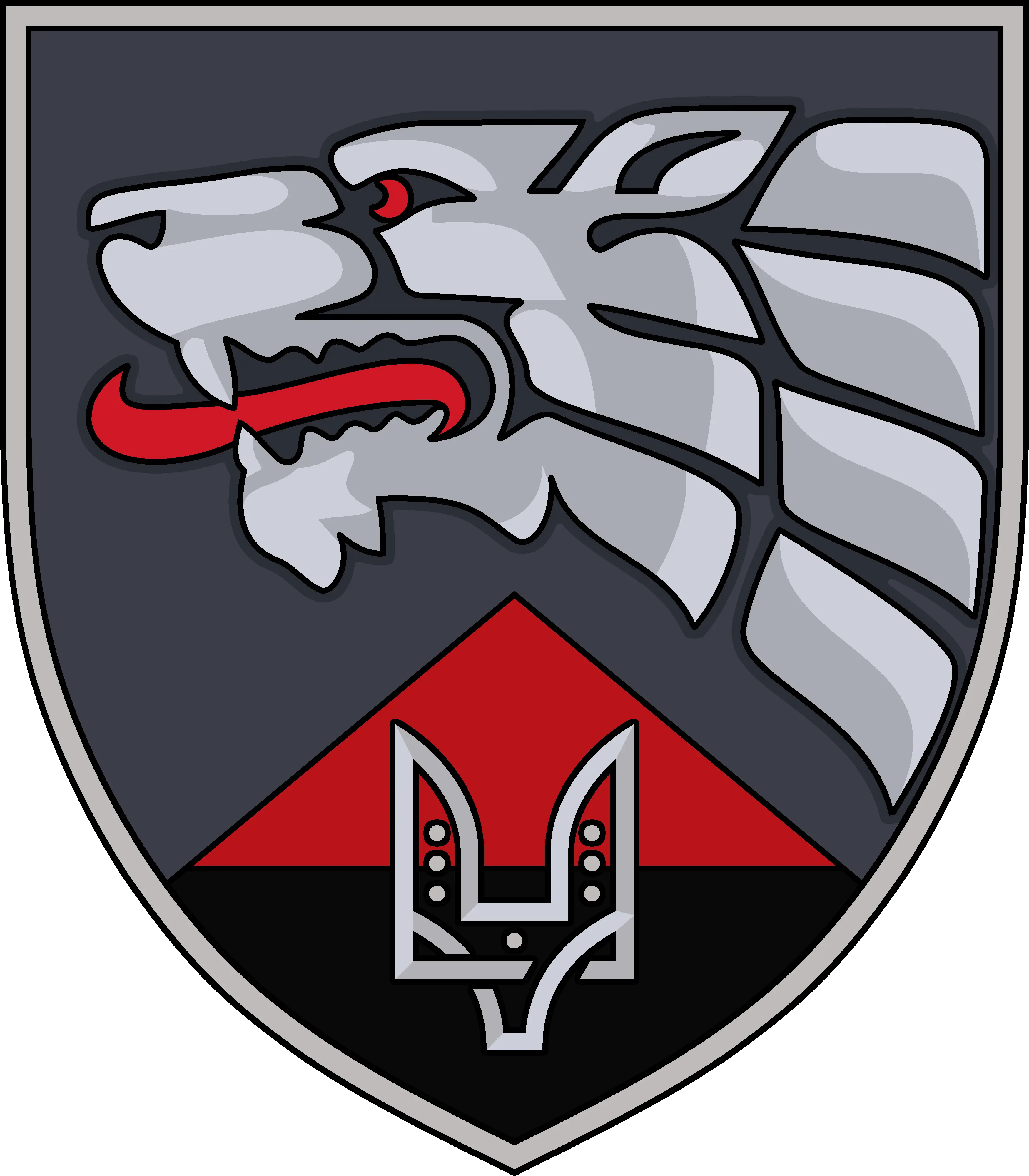
ウクライナ特殊作戦軍第7特殊作戦センター章

2022年2月24日、東部ドネツィク州ポクロウシク地区に配備され、第25独立空挺旅団と共にアウディーイウカ、マリンカを防御した。
2022年3月27日、ウクライナ特殊作戦軍に編入し、第7特殊作戦センターに改編された。

#### 東部・セベロドネツク戦線
2022年6月、激戦地の東部ルハーンシク州セヴェロドネツィク地区に再配置され、第80独立空中強襲旅団と共にロシア軍の渡河作戦をビロホリウカで撃退した。

#### 東部・バフムート戦線
2022年8月、第4大隊が東部ドネツィク州バフムート地区に配備されたが、バフムート北のソレダル方面を防御した。

#### 北東部・イジューム戦線
2022年9月、第2大隊が北東部ハルキウ州イジューム地区に再配置され、イジューム方面で攻勢を開始し、北東部ハルキウ州の大部分を解放した。
2022年11月、ウクライナ陸軍に編入し、第67独立機械化旅団に改編された。

#### 東部・バフムート戦線
2023年3月、激戦地の東部ドネツィク州バフムート地区に再配置され、通常ロシア軍は午前中に砲撃開始するため、早朝5時に陣地入りしたが、ロシア軍の砲撃を受けて第1機械化大隊のドミトロ・コツバイロ大隊長が戦死した。

#### 東部・スヴァトヴェ-クレミンナ戦線

第67独立機械化旅団旗

2023年6月、第2機械化大隊が東部ルハーンシク州セヴェロドネツィク地区に再配置され、第100独立領土防衛旅団と共にクレミンナ方面を防御した。
2023年7月、第1機械化大隊が第1独立強襲大隊に改編された。
2023年8月、第1強襲大隊が北東部ハルキウ州クプヤンシク地区に再配置され、クプヤンシク方面を防御した。
2024年1月、旅団司令部との見解の相違を理由にコールサイン「ダ・ヴィンチ」を慕う第1強襲大隊隷下の2個中隊が第59独立自動車化歩兵旅団隷下に転属した。離反への措置として第1強襲大隊の愛称「ダ・ヴィンチ・ウルブズ」が消去され、オオカミの部隊章も変更された。

#### 東部・バフムート戦線

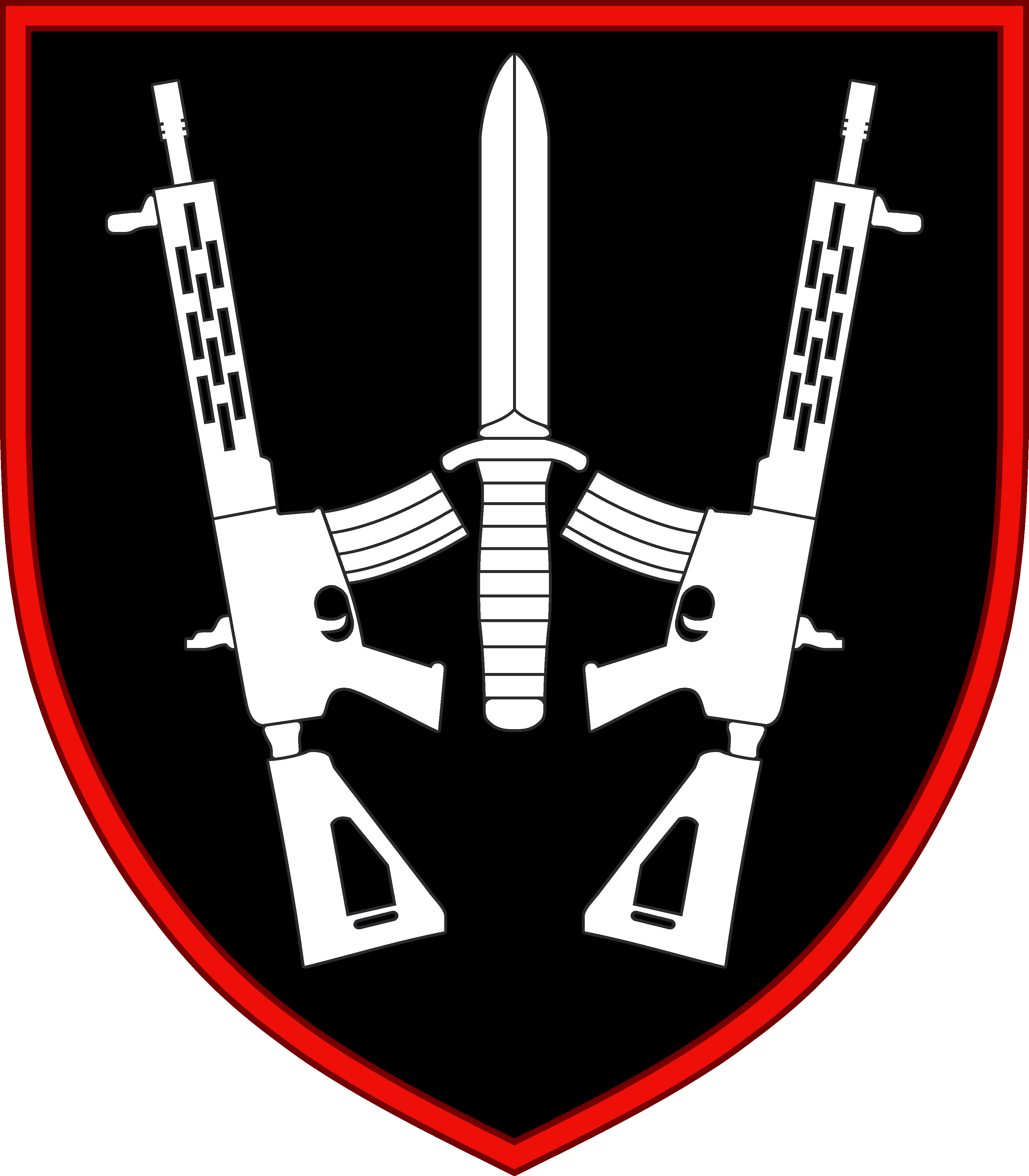
旧第67独立機械化旅団章

2024年4月、激戦地の東部ドネツィク州バフムート地区に再配置され、バフムート西のチャシウ・ヤール方面を防御したが、運河地帯の戦略的重要陣地から無断撤退し、オレクサンドル・シルスキー総司令官の逆鱗に触れて後方で再編となった。右派セクター・ウクライナ義勇軍団の団員で旅団司令部が編成されたため、ウクライナ軍の完全な統制下にはなく、部隊の独立性はヴァレリー・ザルジニー体制下ではある程度容認されていたが、新兵いじめなど人間性に問題があり、旅団将校が指揮官に必要な階級になく、作戦面で実害が生じたことで旅団司令部が解隊された。以降はウクライナ軍将校で旅団司令部を再編し、愛称の「ウクライナ義勇軍団」が消去され、ウクライナ義勇軍団を模した部隊章も変更されてシルスキーの完全な統制下に置かれた。
2024年4月、第1独立強襲大隊がウクライナ陸軍司令部隷下に転属した。
2024年12月、第1小銃大隊が第159独立機械化旅団隷下に転属した。

#### ロシア・クルスク戦線
2025年1月、ロシア・クルスク州に再配置され、スームィ州の国境に展開した。

## ギャラリー

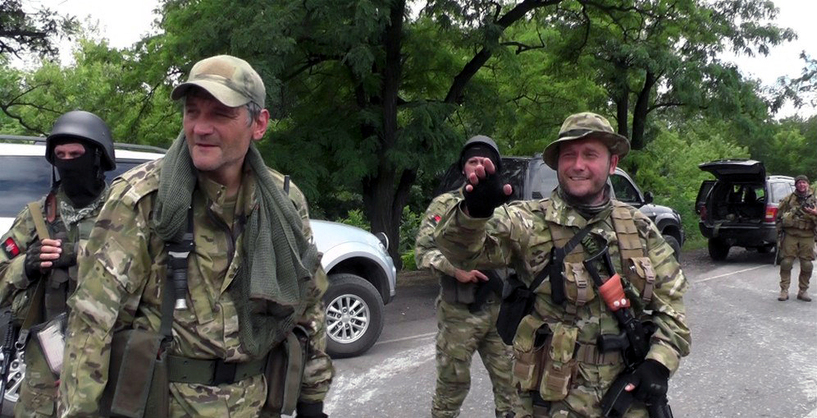
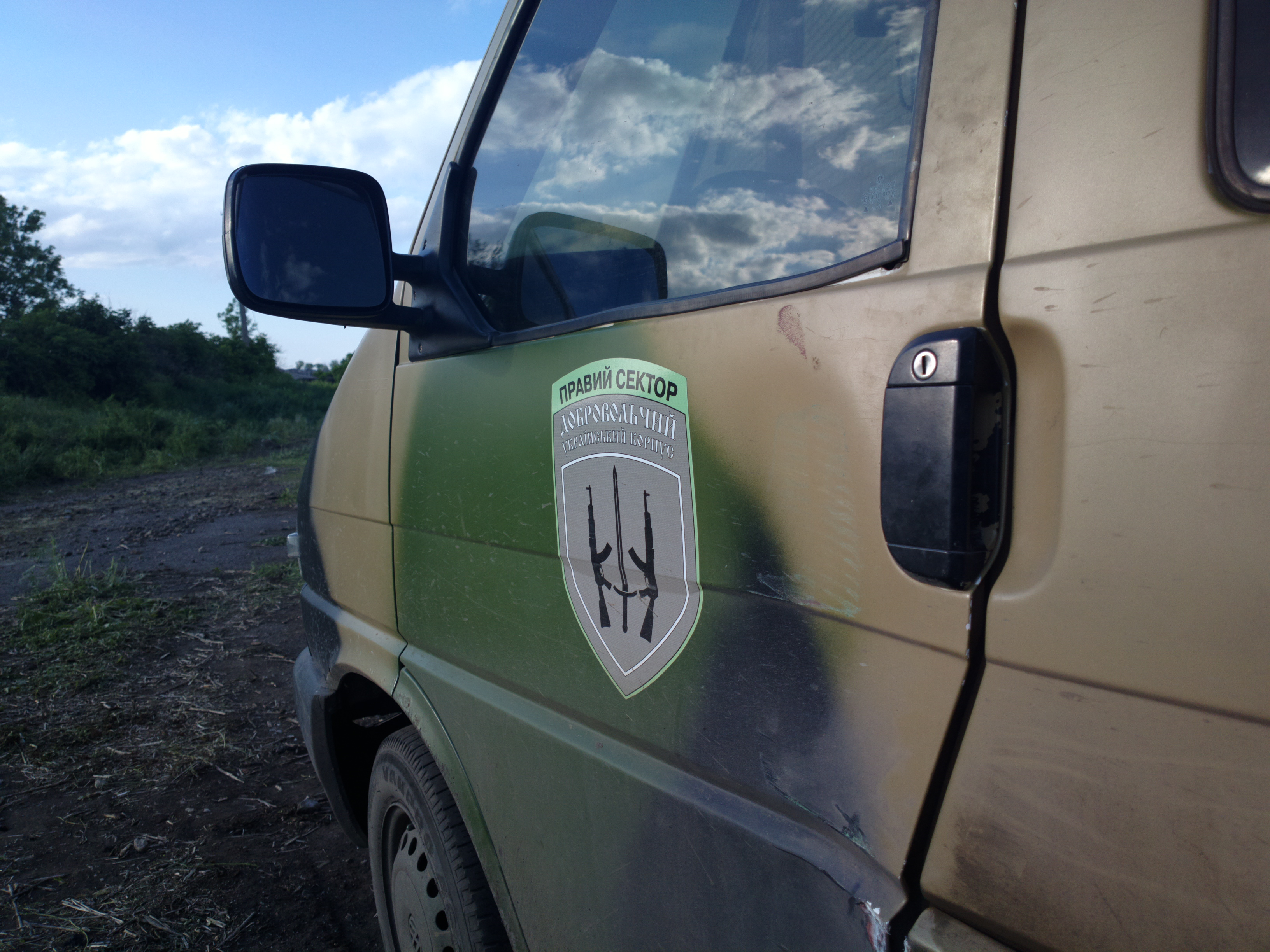
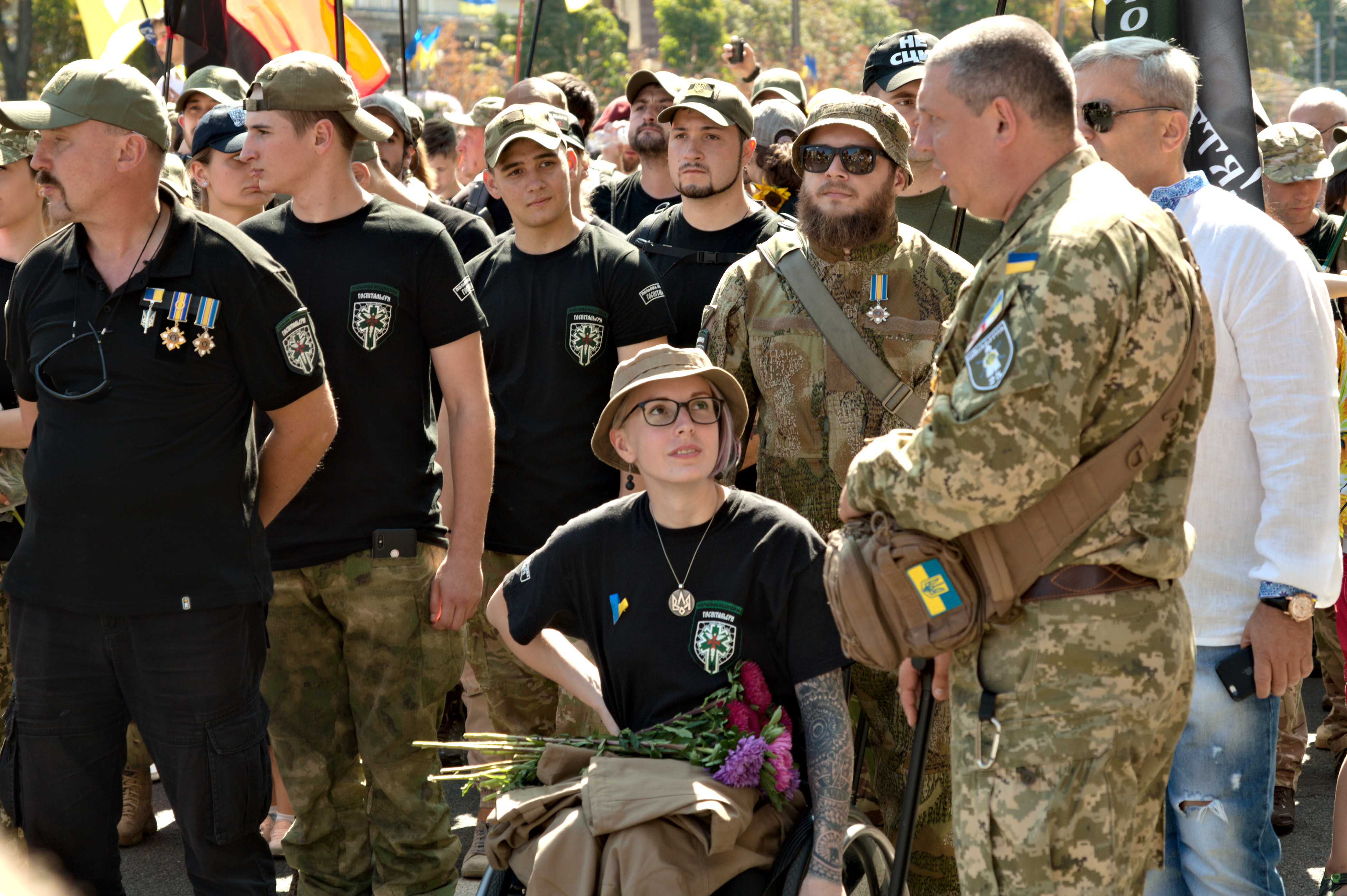

## 編制
- 旅団司令部（ドニプロ）
- 第1独立強襲大隊 ダヴィンチ・ウルブズ
- 第2機械化大隊
- 第3機械化大隊
- 戦車大隊
- 第1小銃大隊
- 第2小銃大隊
- 第27独立小銃大隊
- 旅団砲兵群
  - 本部中隊
  - 第1自走砲大隊
  - 第2自走砲大隊
  - ロケット砲大隊
  - 対戦車砲大隊
- 防空大隊

- 工兵大隊
- 整備大隊
- 兵站大隊
- 偵察中隊
- 電子戦中隊
- 通信中隊
- レーダー中隊
- NBC防護中隊
- 衛生中隊
- 無人システム大隊 スカイウォーカー